# Milan (Missouri)
Milan é uma cidade localizada no estado americano de Missouri, no Condado de Sullivan.

## Demografia
Segundo o censo americano de 2000, a sua população era de 1958 habitantes.
Em 2006, foi estimada uma população de 1816, um decréscimo de 142 (-7.3%).

## Geografia
De acordo com o United States Census Bureau tem uma área de
4,7 km², dos quais 4,7 km² cobertos por terra e 0,0 km² cobertos por água.

## Localidades na vizinhança
O diagrama seguinte representa as localidades num raio de 20 km ao redor de Milan.